# Фудбалски савез Кине
Фудбалски савез Кине (енгл. Football Association of The People's Republic of China (CFA), пин. Zhōngguó Zúqiú Xiéhuì) је највише фудбалско тело у Кини које ради на организовању националних фудбалских такмичења и националног тима.
Фудбал и правила игре у Кину су донели британски војници. Прва места на којима се играо фудбал биле су кинеске луке око 1860. године. Фудбалски савез Кине основан је 1924. У чланству ФИФА су од 1931, а Азијске фудбалске конфедерације (АФК) 1974. После Кинеског грађанског рата Савез је пребачен на Кинески Тајпеј. Данашњи Фудбалски савез Кине основан је у Народној Републици Кине, после 1949. са седиштем у Пекингу. Актуелни председник је Веи Ди.
Национална лига игра се од 1951. Први победник је био Норт Ест Кина из Харбина. Најуспешнији клубови су Љаонинг и Даљен са по 8 и Бејинг са 6 титула. Национални куп се игра од 1956, а најуспешшнији је Бејинг. Професионални фудбал се игра од 1995.
Прву званичну међународну утакмицу национална селекција је одиграла 4. августа 1952. у Хелсинкију против репрезентације Финске и изгубила са 4:0. Репрезентација као домаћин игра на Радничком стадиону у Пекингу.
Боје националне селекције су црвена или бела.